# Spix-Haftscheibenfledermaus

Skizze des Verbreitungsgebiets, laut IUCN lebt die Art nicht im Nordwesten von Kolumbien und der Streifen im Osten Brasiliens ist breiter

Die Spix-Haftscheibenfledermaus (Thyroptera tricolor) ist ein in Mittel- und Südamerika verbreitetes Fledertier in der Gattung der Amerikanischen Haftscheibenfledermäuse. Das Typusexemplar stammt aus dem Amazonasbecken in Brasilien. Die Art wurde 1823 von Johann Baptist von Spix wissenschaftlich beschrieben.

## Merkmale
Diese Fledermaus hat 33,5 bis 37,5 mm lange Unterarme und erreicht ansonsten dieselbe Größe wie andere Gattungsvertreter. Typisch ist eine Dreiteilung des Fells in eine dunkelbraune bis rotbraune Oberseite, in braune Flanken und in eine gelbliche bis weiße Unterseite. Dies spiegelt sich im Artzusatz tricolor des wissenschaftlichen Namens wider. Es sind schwarze Ohren und dunkelbraune Flughäute mit hellen Punkten vorhanden. Wie bei anderen Haftscheibenfledermaus kommen runde Scheiben an den Füßen und an den Daumen vor. Peters-Haftscheibenfledermaus (Thryoptera discifera) hat ein ähnliches Aussehen und unterscheidet sich durch eine dunkle Unterseite und einen Auswuchs an jedem Fersensporn (Calcar). Spix-Haftscheibenfledermaus hat zwei Auswüchse pro Sporn. Der Fersensporn ist etwa 8 mm lang und nimmt ungefähr die halbe Strecke zwischen Fuß und Schwanz ein. Die Zahnformel lautet I 2/3, C 1/1, P 3/3, M 3/3, was 38 Zähne im Gebiss ergibt. Dabei gibt es eine kleine Lücke zwischen den Schneide- und Eckzähnen im Oberkiefer und der dritte obere Prämolar ist der größte. Der diploide Chromosomensatz enthält 40 Chromosomen (2n=40).

## Verbreitung
Diese Fledermaus hat drei disjunkte Populationen. Die erste vom südlichen Mexiko bis Honduras, die zweite in Costa Rica und Panama und die dritte vom Amazonasbecken nördlich bis zum mittleren Kolumbien und Venezuela, westlich bis nach Ecuador und Peru östlich der Anden, südwestlich bis nach Bolivien und sudöstlich bis zum Bundesstaat São Paulo. Die Spix-Haftscheibenfledermaus lebt im Flachland und in Gebirgen bis 1300 Meter Höhe. In Kolumbien erreicht sie auch 1800 Meter Höhe. Die Art hält sich in Sümpfen, feuchten Wäldern und Savannen auf, die keine längere Trockenzeit aufweisen.

## Lebensweise
Die Exemplare sind nachtaktiv und ruhen am Tage in zusammengerollten Blättern von Bananenstauden, Helikonien oder Vertretern der Gattung Calathea (Pfeilwurzgewächse). Durch ihre Haftscheiben ruhen sie mit dem Kopf nach oben, was ungewöhnlich für Fledermäuse ist. Die Blätter ähneln in ihrer Form senkrechten Röhren mit einer Öffnung an der Oberseite, die einen Durchmesser von 50 bis 100 mm hat. Meist ändern die Blätter schon nach einer Nacht ihre Form, so dass ein neues Versteck gesucht werden muss. Es ruhen bis zu neun Individuen beider Geschlechter in einem Blatt, die eine Reihe bilden. Mit Ringen markierte Exemplare konnten in einer Entfernung von 5 bis 91 Metern wiedergefunden werden. Der Flug beinhaltet viele Richtungsänderungen. Labortiere konnten mit ihren Haftscheiben an Glasflächen emporklettern. Die Nahrung besteht vermutlich aus kleinen fliegenden Insekten. Zur Fortpflanzung ist fast nichts bekannt. In Costa Rica wurden trächtige Weibchen im August aufgefunden und zur selben Zeit ist ein Jungtier registriert, das im Prinzip ausgewachsen war.

## Gefährdung
Regional wirken sich Waldrodungen und andere Landschaftsveränderungen negativ aus. Die IUCN listet die Spix-Haftscheibenfledermaus als nicht gefährdet (least concern) aufgrund ihrer weiten Verbreitung.